# Mezzanego
Mezzanego es una localidad y comune italiana de la provincia de Génova, región de Liguria, con 1.552 habitantes.

## Evolución demográfica
| Gráfica de evolución demográfica de Mezzanego entre 1861 y 2011 |
|                                                                 |
| Fuente ISTAT - elaboración gráfica de Wikipedia                 |

En las temporadas 2002-2003,2003-2004 y 2004-2005 existiò un equipo de fútbol en esta ciudad que mereciò,pero por sus resultados negativos, títulos en las portadas y seguidores a nivel nacional, el equipo se llamava A.C.Borgomezzanego y jugò en la división italiana regional llamada Terza Categoría. En tres temporadas pudo solamente empatar un partido y ganar dos.
Aquí falleció en el Giro de Italia 2011 Wouter Weylandt.